# Herpetotheres cachinnans
Il falco sghignazzante (Herpetotheres cachinnans (Linnaeus, 1758)) è un uccello rapace della famiglia dei Falconidi, diffuso nel Nuovo Mondo. È l'unica specie nota del genere Herpetotheres.

## Descrizione
È un rapace di media taglia, lungo 45–53 cm e con un'apertura alare di 75–91 cm.

## Biologia
Si nutre quasi esclusivamente di serpenti, anche di grossa taglia.

## Distribuzione e habitat
Questa specie ha un ampio areale che si estende dal Messico, attraverso l'America centrale (Belize, Costa Rica, El Salvador, Guatemala, Honduras, Nicaragua, Panama), sino alla parte settentrionale del Sud America (Argentina, Bolivia, Brasile, Colombia, Ecuador, Guyana francese, Guyana, Paraguay, Perù, Suriname, Venezuela).